# 魯定公

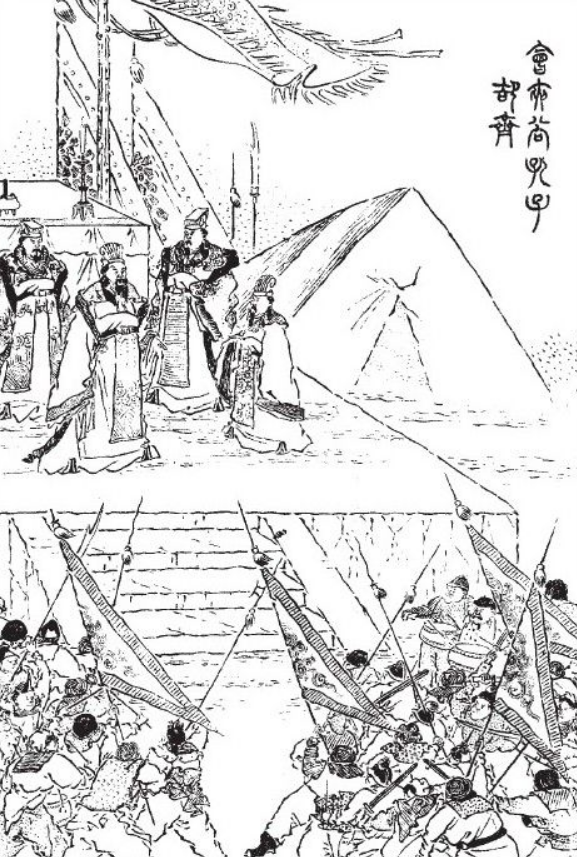
小说《东周列国志》插画：会夹谷孔子却齐

魯定公（前556年—前495年），姬姓，名宋，為中國春秋時期諸侯國魯國君主之一，是魯國第二十五任君主。他為魯昭公的庶弟，承襲魯昭公擔任該國君主，在位15年。
在位期間執政為季孫意如、叔孫不敢、仲孫何忌、季孫斯、叔孫州仇，其中公元前505年至前503年，執政主官為季孫氏家宰陽虎。前501年至前497年，任命孔子為大司寇，期間行攝相事。

## 家庭
子
- 魯哀公